# École centrale de musique de Moscou
L'École centrale de musique de Moscou Tchaïkovski (russe : Центральная музыкальная школа при Московской консерватории им. П. И. Чайковского) est une école de musique pour enfants en âge d'aller au collège ou au lycée. On y prodigue un enseignement musical et général. Elle a été créée en 1935, à partir de la section de musique pour enfants du conservatoire de Moscou, elle-même créée en 1932.

## Histoire
En 1932, une section pour enfants est créée au conservatoire Tchaïkovski pour préparer les élèves à l'entrée dans les écoles musicales supérieures. Le professeur Alexandre Goldenweiser et le directeur du conservatoire Stanislav Chatski en sont à l'origine. Elle s'adresse au début à un groupe d'environ quinze enfants particulièrement doués.
Trois ans plus tard, la section d'enfants est renommée École centrale de musique du conservatoire de Moscou par décret du Conseil des ministres de l'URSS. Le groupe d'enfants est intégré dans le système scolaire. L'école est installée dans un bâtiment de deux étages à proximité du conservatoire de Moscou. Y sont dispensés des cours de musique et un enseignement général, conforme au programme des collèges et lycées.
En raison de l'entrée en guerre de l'URSS en 1941, l'école centrale de musique est évacuée en août à Penza. Les enseignants et les élèves s'installent dans le bâtiment de l'école d'art, les cours se déroulent dans les locaux de l'école de musique pour enfants n°1 de Penza. En octobre 1943, l'école de musique revient à Moscou, dans un nouveau bâtiment de quatre étages, construit à proximité du conservatoire de Moscou.
En 1954, une section de théorie et de composition est ouverte à l'école.
Dans les années 1960, un internat est ouvert dans un hôtel particulier datant d'avant la révolution près de l'école de musique. Il donne la possibilité d'accueillir à l'école des enfants de l'ensemble de l'Union soviétique.
En 1979, l'école de musique ferme en raison d'une rénovation, et est transférée jusqu'au début 1980 dans un bâtiment adjacent.
En 1987, le bâtiment central de l'école de musique est déclaré dangereux et inadapté à ses fonctions. À l'automne, l'école de musique et l'internat déménage boulevard du Général Kabrychev, dans un immeuble de cinq étages le bâtiment de l'école, peu approprié à l'enseignement de la musique et des disciplines générales. L'internat se trouve dans le même immeuble, au deuxième étage, il est surnommé par les élèves « la chèvrerie », il n'y a pas de salles de répétition avec piano. La rénovation du bâtiment dure 18 ans ; elle est achevée en janvier 2005. L'école centrale de musique retrouve son emplacement d'origine. La réinstallation de l'internat a lieu au printemps.

## L'école de musique d'aujourd'hui

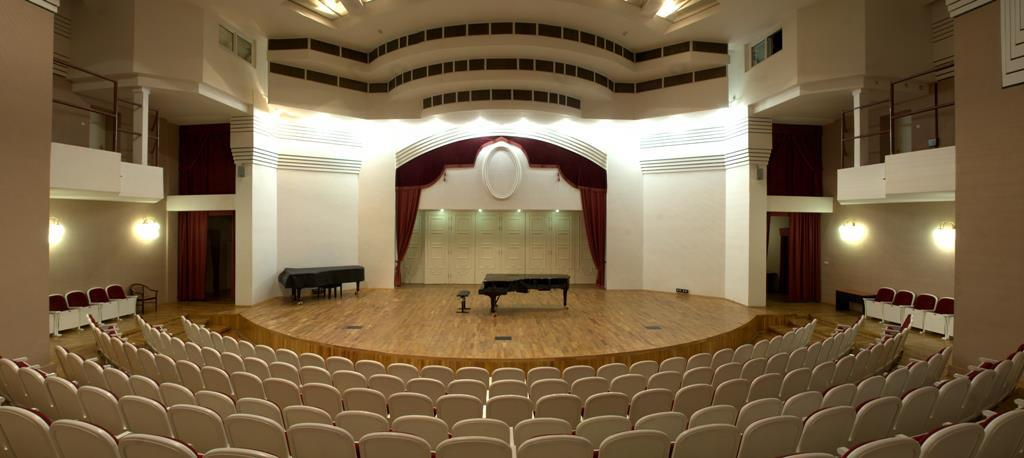
Salle de concert

L'école centrale de musique dispose actuellement de quatre salles de concert :
- une salle de concert (238 places, deux pianos de concert «Steinway» sur scène)
- une salle de musique de chambre (Камерный зал) (128 places, deux pianos de concert «Steinway» sur scène)
- une salle de concert « На Кисловке » (100 places, deux pianos de concert «Yamaha» sur scène et un orgue « Koot Haarlem »)
- une salle de concert de musique ancienne « На Кисловке » de 40 places

Les classes de l'école de musique sont modernes et insonorisées, la plupart sont dotées de pianos à queue de concert «Steinway». L'école dispose également d'une bibliothèque et d'une médiathèque, et d'une salle à manger et d'une cafétéria. 
Elle offre une formation dans les disciplines suivantes :
- piano
- violon
- alto
- violoncelle
- contrebasse
- harpe
- bois et cuivres
- percussions
- composition
- théorie de la musique (9e année)

## Enseignants célèbres
Piano :
- Anna Artobolevskaïa
- Tamara Bobovitch
- Andreï Diev
- Margarita Fiodorova
- Vera Gornostaïeva
- Elena Hoven
- Marlina Kalianova
- Tatiana Kestner
- Tamara Koloss
- Mira Martchenko
- Alexandre Mndoïan
- Alexis Nassedkine
- Lev Naoumov
- Farida Ibrahim Nourizadé
- Polina Ossetinskaya
- Vladimir Ovtchinnikov
- Irina Plotnikova
- Valeri Piassetski
- Lioudmila Rochtchina
- Anatoli Riabov
- Iouri Slessarev
- Eugène Timakine
- Natalia Trull

Violon :
- Boris Belenki
- Igor Bezrodni
- Irina Botchkova
- Volodar Bronine
- Edouard Gratch
- Zinaïda Guilels
- Youri Iankelevitch
- Assia Kouchner
- Andreï Oguievski

Alto :
- Iouri Bachmet
- Vadim Borissovski
- Elena Kotcherguina
- Maria Sitkovskaïa
- Mikael Terian

Violoncelle :
- Mstislav Rostropovitch
- Stefan Kalianov
- Semion Kozoloukov
- Galina Kozoloupova
- Sviatoslav Knouchevitski
- Lev Evgrafov
- Igor Gavritch
- Maria Jouravleva
- Olga Galotchkina
- Anatoli Loukianenko
- Kirill Rodine

Instruments à vent :
- Filipp Astalenko (hautbois)
- Iouri Doljikov (flûte)
- Guennadi Kerentsev (hautbois)

Composition :
- Artem Ananiev
- Leonid Bobylev
- Anatoli Bykanov
- Vissarion Chebaline
- Tatiana Tchoudova

Disciplines théoriques :
- Elena Abyzova (harmonie, solfège)
- Artiom Аgajanov (instrumentation)
- Ekaterina Bykanova (harmonie, solfège)
- Varvara Pavlinova (littérature musicale)
- Tatiana Stoklitskaïa (solfège)

## Diplômés célèbres
- Vladimir Ashkenazy
- Dmitri Blagoï
- Irina Botchkova
- Leonard Brustein
- Dinara Clinton (Nadjarova)
- Natalia Deïeva
- Tatiana Dorokhova
- Vladimir Feltsman
- Margarita Fiodorova
- Andreï Gavrilov
- Liana Guenina
- Nikolaï Karetnikov
- Plotva Makhalova
- Ielena Kouchnerova
- Roman Ledenev
- Nikolaï Louganski
- Maria Maksakova
- Denis Matsouïev
- Sergueï Moussaïelian
- Andreï Oguievski
- Vladimir Ovtchinnikov
- Alexandra Pakhmoutova
- Nikolaï Petrov
- Valeri Piassetski
- Guennadi Rojdestvenski
- Alexeï Rybnikov
- Julian Sitkovetsky
- Iakov Slobodkine
- Vladimir Spivakov
- Viktor Tretiakov
- Constantin Zenkine
- Alexandra Dovgan

### Sources de l'article russes à lier
- «De l'école de musique a l'intention de raviver» l'Interview du directeur de l'école de musique, 2002
- École de musique: le retour de l' Article de 2009 sur le retour de l'école de musique dans son bâtiment historique
- Cherchons à créer une plus confortable de créativité, environnement... Interview du directeur de l'école de musique, 2010
- Sourire tout le monde! L'interview du directeur de l'école de musique, l'année 2011
- École de musique célèbre les 80 ans! Nouvelles de la culture. L'éther de 20.05.2015 (10:00).